# Amata leucerythra
Amata leucerythra är en fjärilsart som beskrevs av Holland 1893. Amata leucerythra ingår i släktet Amata och familjen björnspinnare. Inga underarter finns listade i Catalogue of Life.